# Percy Mills
Percy Mills, właśc.: Percy Herbert Mills, 1. wicehrabia Mills KBE (ur. 4 stycznia 1890, zm. 10 września 1968) – brytyjski polityk, członek Partii Konserwatywnej, minister w rządach Harolda Macmillana.
W 1952 r. otrzymał tytuł baroneta. W 1957 r. otrzymał tytuł 1. barona Mills i zasiadł w Izbie Lordów. W gabinetach Macmillana był najpierw do 1959 r. ministrem mocy, następnie Paymaster-General, a od 1961 r. ministrem bez teki. Z gabinetu został usunięty po „nocy długich noży” w 1962 r. Otrzymał wówczas tytuł 1. wicehrabiego Mills.
Był kawalerem Krzyża Komandorskiego Orderu Imperium Brytyjskiego. Zmarł w 1968 r. tytuł wicehrabiego odziedziczył jego najstarszy syn, Roger.